# داسی هیل
داسی هیل (به انگلیسی: Dhosi Hill) یک کوه در هند است که در بخش ماهندراگر واقع شده‌است. داسی هیل ۷۴۰ متر بالاتر از سطح دریا واقع شده‌است.